# Chlorion strandi
Chlorion strandi là một loài côn trùng cánh màng trong họ Sphecidae, thuộc chi Chlorion. Loài này được Willink miêu tả khoa học đầu tiên năm 1951.